# Vitali Bialko
Vitali Bialko –en bielorruso, Віталь Бялько– (17 de abril de 1989) es un deportista bielorruso que compite en piragüismo en la modalidad de aguas tranquilas.
Ganó una medalla de bronce en el Campeonato Mundial de Piragüismo de 2017 y seis medallas en el Campeonato Europeo de Piragüismo entre los años 2015 y 2021. En los Juegos Europeos de Bakú 2015 consiguió dos medallas de bronce, en las pruebas de K2 1000 m y K4 1000 m.

## Palmarés internacional
| Campeonato Mundial | Campeonato Mundial       | Campeonato Mundial | Campeonato Mundial |
| Año                | Lugar                    | Medalla            | Competición        |
| ------------------ | ------------------------ | ------------------ | ------------------ |
| 2017               | Račice (República Checa) | Medalla de bronce  | K2 500 m           |
| Juegos Europeos    |                          |                    |                    |
| Año                | Lugar                    | Medalla            | Competición        |
| 2015               | Bakú (Azerbaiyán)        | Medalla de bronce  | K2 1000 m          |
| 2015               | Bakú (Azerbaiyán)        | Medalla de bronce  | K4 1000 m          |
| Campeonato Europeo |                          |                    |                    |
| Año                | Lugar                    | Medalla            | Competición        |
| 2015               | Račice (República Checa) | Medalla de plata   | K2 1000 m          |
| 2015               | Račice (República Checa) | Medalla de bronce  | K2 500 m           |
| 2016               | Moscú (Rusia)            | Medalla de bronce  | K2 500 m           |
| 2017               | Plovdiv (Bulgaria)       | Medalla de bronce  | K4 500 m           |
| 2018               | Belgrado (Serbia)        | Medalla de oro     | K4 1000 m          |
| 2021               | Poznań (Polonia)         | Medalla de oro     | K4 1000 m          |